# 지방도 제649호선
지방도 제649호선은 충청남도 서산시 부석면 창리 창리 교차로와 당진시 고대면 진관리 슬향교차로를 잇는 충청남도의 지방도이다.
2011년부터 서산시 구간에 대해서 도로 확장이 추진되었으며 2018년에 서산시 부석면 대두리 ~ 창리 9.49km 구간이 확장 개통될 예정이다.

## 연혁
- 2003년 2월 20일 : 지방도 노선 폐지 및 재지정으로 총연장이 82.2km에서 44.8km로 변경[3]
- 2012년 7월 1일 : 지방도 노선 조정[4]
- 2018년 12월 31일 : 서산시 부석면 대두리 ~ 창리 9.54km 구간 확장 개통, 기존 서산시 부석면 대두리 ~ 창리 총 6.04km 구간 폐지[5]
- 2021년 2월 1일 : 서산 ~ 부석간 도로(서산시 예천동 ~ 부석면 대두리) 8.4km 구간 확장 개통, 기존 5.53km 구간 폐지[6]

## 주요 경유지
- 서산시
  - 부석면 창리 교차로 - 강당초등학교(폐교) - 마룡리 - 칠전삼거리 - 칠전리 - 봉락리 - 대두리 - 부석중학교 - 차부삼거리 - 취평삼거리 - 부석고등학교 - 월계리 - 취개재
  - 인지면 취개재 - 모월리 - 송곡서원 - 애정리 - 성재삼거리 - 야당리 - 인지중학교 - 인지면사무소 - 둔당삼거리 - 둔당교
  - 석남동 둔당교 - (예천교) - 예천동 - 공림삼거리 - 예천사거리 - 서중사거리
  - 수석동 서중사거리 - 석림사거리
  - 동문동 먹거리골사거리 - 애향삼거리 - 잠홍삼거리
  - 음암면 부산리 - 부산 교차로 - 율목사거리 - 율목리
  - 성연면 마명교 - 명천 교차로
  - 음암면 문양리 - 회천고개 교차로

- 당진시
  - 정미면 회천고개 교차로 - 산성리 - 하성리 - 우산리 - 도산교 - 도산리 - 승산사거리 - 천의2교 - 천의삼거리 - 뱃터삼거리
  - 고대면 옥현리 - 진관리 - 슬향 교차로

## 중복 구간
- 서산시 석남동 공림삼거리 ~ 예천사거리 : 국도 제32호선, 국도 제77호선과 중복
- 서산시 석남동 예천사거리 ~ 수석동 석림사거리 : 국도 제29호선, 국가지원지방도 제70호선과 중복
- 당진시 정미면 승산사거리 ~ 천의삼거리 : 지방도 제647호선과 중복

## 도로명
- 서산시 부석면 창리 교차로 ~ 석남동 공림삼거리 : 무학로
- 서산시 석남동 공림삼거리 ~ 동문동 잠홍삼거리 : 서해로
- 서산시 동문동 잠홍삼거리 ~ 음암면 부산 교차로 : 홍천로
- 서산시 음암면 부산 교차로 ~ 성연면 명천 교차로 : 서령로
- 서산시 성연면 명천 교차로 ~ 당진시 정미면 승산사거리 : 회천로
- 당진시 정미면 승산사거리 ~ 천의삼거리 : 4.4만세로
- 당진시 정미면 천의삼거리 ~ 고대면 슬향 교차로 : 정미로